# Simcha Dinitz

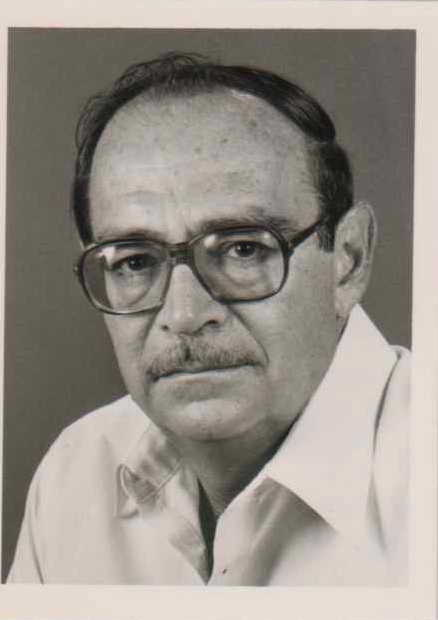
Simcha Dinitz

Simcha Dinitz (* 23. Juni 1929 in Tel Aviv; † 23. September 2003 in Jerusalem) war ein israelischer Politiker und Diplomat.
Dinitz gehörte der Hagana an und diente, nachdem diese in den israelischen Streitkräften aufgegangen war, auch dort. Danach studierte er Politikwissenschaft an der University of Cincinnati in Ohio. An der School of Foreign Service der Georgetown University in Washington, D.C. erhielt er schließlich seinen Bachelor of Science (B.Sc.) sowie seinen Master of Science (M.Sc.).
Nach Beendigung seines Studiums wurde Dinitz im israelischen Außenministerium tätig. In seiner 30-jährigen Karriere bekleidete er verschiedene Ämter, unter anderem war er von 1966 bis 1968 Gesandter an der Botschaft in Rom und von 1968 bis 1969 an der Botschaft in Washington. Von 1969 bis 1973 war Dinitz Generaldirektor im Amt des Premierministers und politischer Berater von Premierministerin Golda Meir. Im Anschluss wurde er von 1973 bis 1979 israelischer Botschafter in den Vereinigten Staaten. Dinitz spielte eine wichtige Rolle bei der Koordination der US-amerikanischen Waffenlieferungen an Israel während des Jom-Kippur-Krieges im Jahr 1973. Bei den Friedensgesprächen mit Ägypten in Camp David war er Mitglied der israelischen Delegation.
Von 1979 bis 1984 bekleidete Dinitz das Amt des Vizepräsidenten der Hebräischen Universität Jerusalem. Danach gehörte er von 1984 bis 1988 für Awoda der 11. Legislaturperiode der Knesset an.
Von 1987 bis 1994 war er Vorsitzender des Direktion der World Zionist Organization und der Jewish Agency. In seine Amtszeit fallen unter anderem die Einwanderungswelle aus der ehemaligen Sowjetunion sowie die Operation Salomon.